# Bor-et-Bar
Bor-et-Bar is een gemeente in het Franse departement Aveyron (regio Occitanie) en telt 194 inwoners (2004). De plaats maakt deel uit van het arrondissement Villefranche-de-Rouergue.

## Geografie
De oppervlakte van Bor-et-Bar bedraagt 12,9 km², de bevolkingsdichtheid is 15,0 inwoners per km².

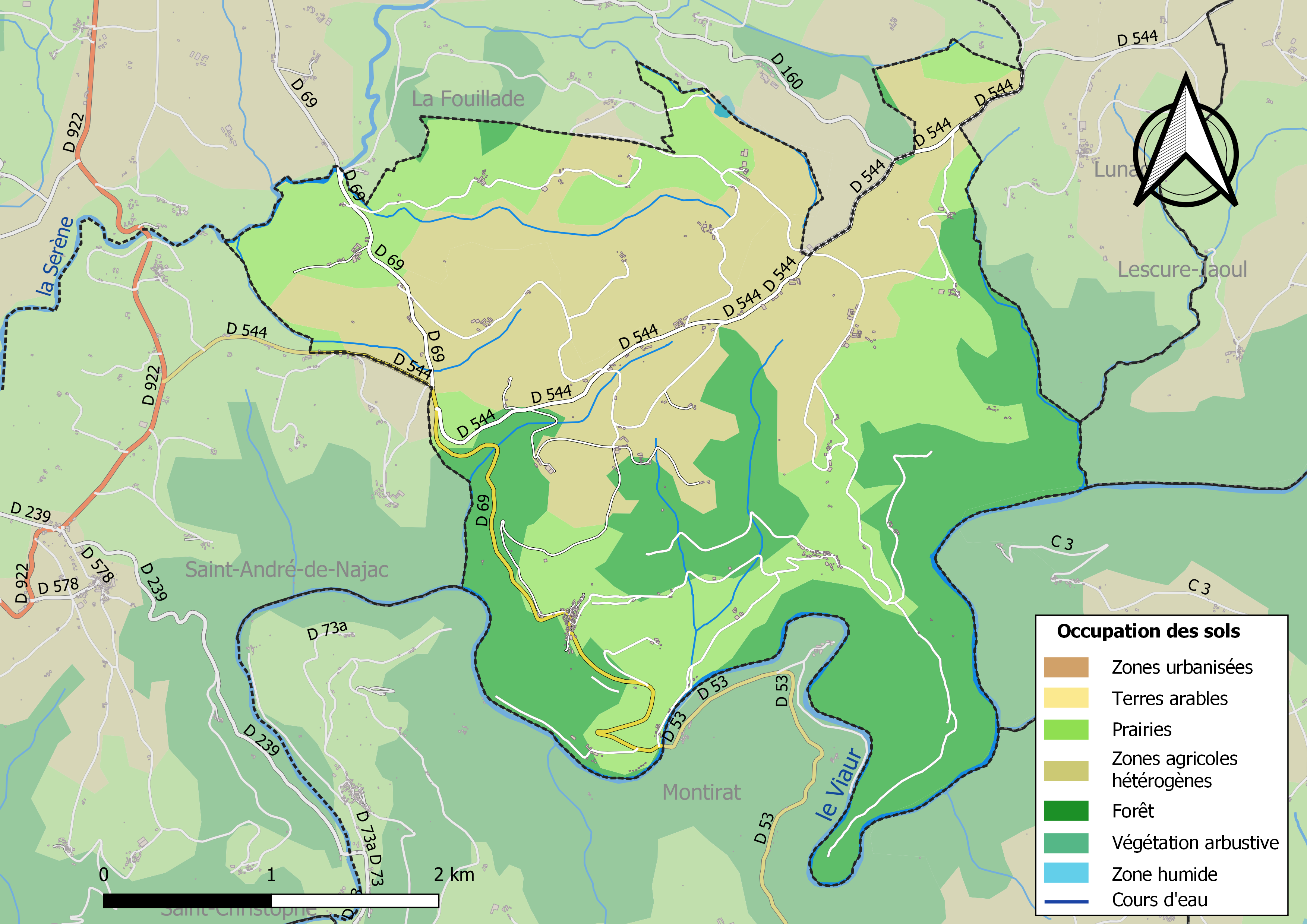
Kaart van de gemeente met de belangrijkste infrastructuur, bodemgebruik en omliggende gemeenten

## Demografie
Onderstaande figuur toont het verloop van het inwonertal (bron: INSEE-tellingen).

Vanwege een beveiligingsprobleem met de MediaWiki Graph-software is het momenteel niet mogelijk deze grafiek weer te geven. Zodra de software is bijgewerkt zal de grafiek vanzelf weer zichtbaar worden.